# Masaya Nozaki
Masaya Nozaki (野崎 雅也 Nozaki Masaya?, nacido el 3 de agosto de 1993 en Saitama) es un futbolista japonés que se desempeña como centrocampista.

## Trayectoria

### Clubes
| Club               | País  | Año         |
| ------------------ | ----- | ----------- |
| Urawa Reds         | Japón | 2011 - 2013 |
| Avispa Fukuoka     | Japón | 2014        |
| Gainare Tottori    | Japón | 2015        |
| YSCC Yokohama      | Japón | 2016        |
| AC Nagano Parceiro | Japón | 2017        |

## Estadística de carrera

### J. League
| Club               | Año   | J. League | J. League | Copa J. League | Copa J. League | Total | Total |
| Club               | Año   | Part.     | Goles     | Part.          | Goles          | Part. | Goles |
| ------------------ | ----- | --------- | --------- | -------------- | -------------- | ----- | ----- |
| Urawa Reds         | 2011  | 0         | 0         | 0              | 0              | 0     | 0     |
| Urawa Reds         | 2012  | 0         | 0         | 0              | 0              | 0     | 0     |
| Urawa Reds         | 2013  | 0         | 0         | 0              | 0              | 0     | 0     |
| Avispa Fukuoka     | 2014  | 0         | 0         | -              | -              | 0     | 0     |
| Gainare Tottori    | 2015  | 8         | 0         | -              | -              | 8     | 0     |
| YSCC Yokohama      | 2016  | 28        | 0         | -              | -              | 28    | 0     |
| AC Nagano Parceiro | 2017  | 0         | 0         | -              | -              | 0     | 0     |
| Total              | Total | 36        | 0         | 0              | 0              | 36    | 0     |